# Mark Fergus và Hawk Ostby

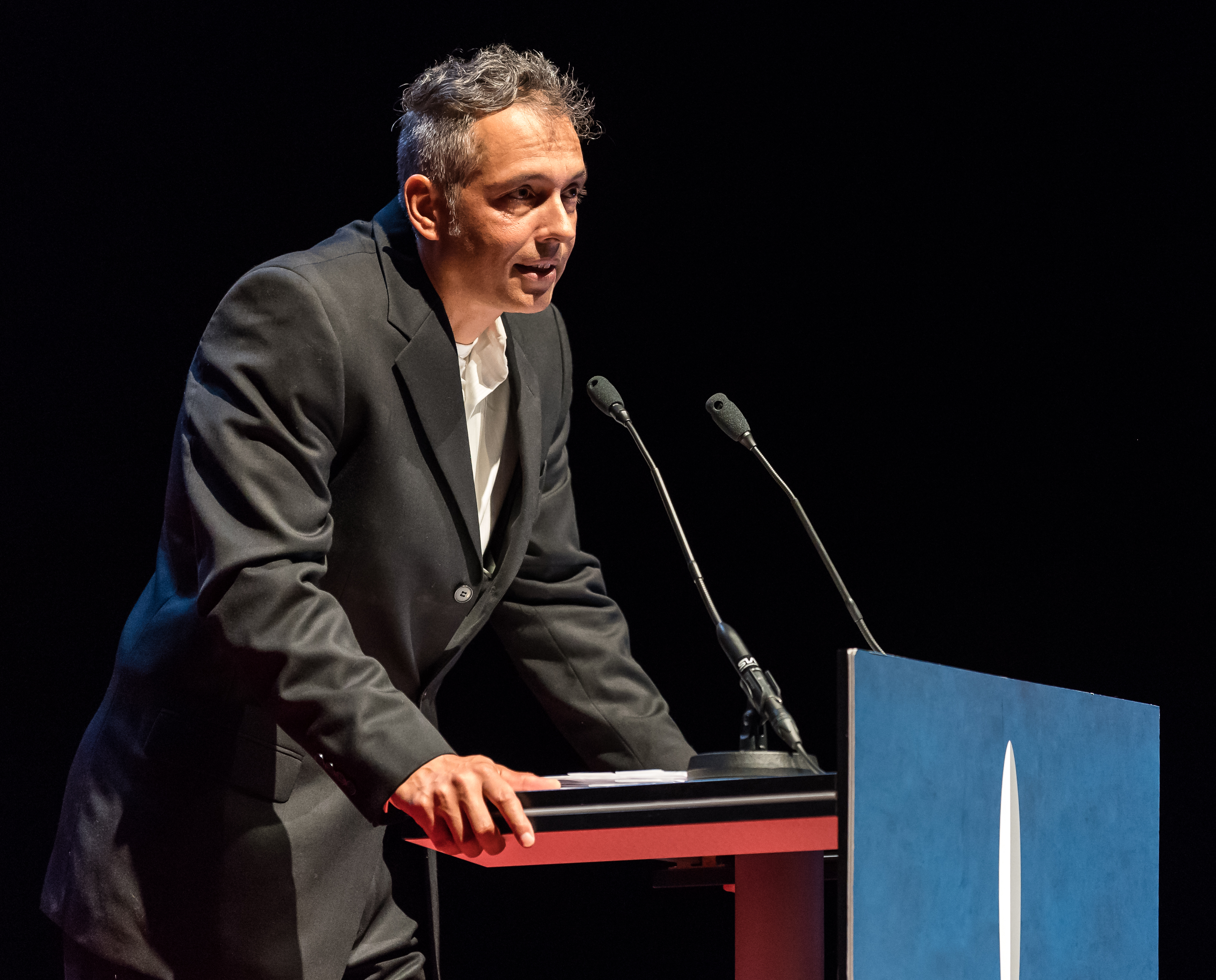
Hawk Ostby trong bài phát biểu nhận giải Hugo tại Helsinki vào năm 2017.

Mark Fergus và Hawk Ostby là bộ đôi biên kịch người Mỹ nổi tiếng với tác phẩm Children of Men (giúp họ nhận đề cử Oscar cho kịch bản chuyển thể xuất sắc nhất) và Người Sắt. Những tác phẩm khác của họ gồm có First Snow (do chính Fergus đạo diễn) và Cao bồi & Quái vật ngoài hành tinh. Họ còn là giám đốc sản xuất của một số loạt phim truyền hình như The Expanse ra mắt trên Syfy vào tháng 12 năm 2015.